# 根维莱尔
根维莱尔（法語：Guenviller，法語發音：[ɡɛnvilɛʁ]；德語：、；洛林法兰克语：Genwiller）是法国摩泽尔省的一个市镇，属于福尔巴克-布莱摩泽尔区。

## 地理
根维莱尔（49°6'25"N, 6°47'55"E）面积4.74 平方千米，位于法国大東部大區摩泽尔省，该省份为法国东北部内陆省份，是洛林的一部分，西南接默尔特-摩泽尔省，东临下莱茵省，北与卢森堡和德国接壤。
与根维莱尔接壤的市镇（或旧市镇、城区）包括：贝坦、比丹、卡佩勒、上翁堡、马什伦、桑布斯。
根维莱尔的时区为UTC+01:00、UTC+02:00（夏令时）。

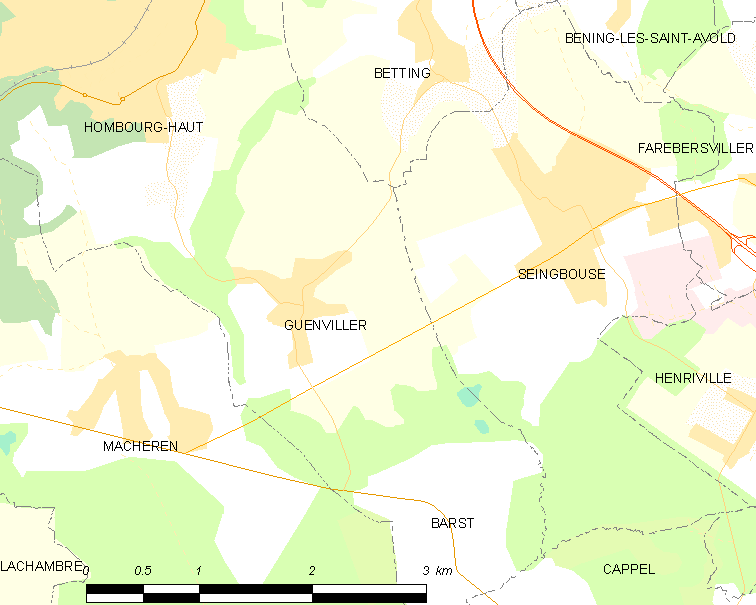
根维莱尔的OSM定位图

## 行政
根维莱尔的邮政编码为57470，INSEE市镇编码为57271。

## 政治
根维莱尔所属的省级选区为弗雷曼-梅尔勒巴克县。

## 人口

1962-2008年间根维莱尔人口变化图示

根维莱尔于2022年1月1日时的人口数量为681人。